# Metro de Samara
El Metro de Samara (en ruso: Самарский метрополитен) es el sistema de metro que da servicio a la ciudad de Samara, Rusia y fue inaugurado en 1987. Se extiende a lo largo de 12,7 km de largo y cuenta con 10 estaciones que pertenecen a una única línea de metro. 

## Historia
La ciudad de Samara (conocida durante la era soviética como Kuybyshev) está situada en la confluencia de los ríos Samara y Volga. Está situada, también, en un importante cruce de varias vías marítimas y ferroviarias, por lo que la ciudad creció rápidamente durante el siglo XX a la vez que destacaba como centro industrial. A finales de los años 1970 su población sobrepasó el millón de habitantes, cumpliendo así el requisito soviético para optar al sistema de metro.
La primera etapa de la construcción era pasar las vías por la arteria central de la ciudad y expandirse al oeste hacia la ribera del Volga, hacia la zona comercial y desembocando en la estación central de ferrocarril de la ciudad. La construcción comenzó en 1980, abarcando las primeras cuatro estaciones 4,5 km, y el 25 de diciembre de 1987 el sistema de metro en Samara fue inaugurado, convirtiéndose en el quinto en abrirse al público en Rusia y el duodécimo en la Unión Soviética.
Tras la apertura de la primera fase, y pese a su modesto tamaño —en comparación con otros sistemas de metro soviéticos—, los vagones iban siempre sobrecargados de pasajeros. La construcción de la segunda fase comenzó poco después, pero fue cediendo por la desintegración de la Unión Soviética y el colapso económico que precedió a este acontecimiento. Su apertura fue programada para 1991, pero el segmento de 4,5 km de las tres estaciones fue inaugurado lentamente y sólo una a una, desde diciembre de 1992 hasta diciembre de 1993.
Pese a los graves problemas económicos, el sistema de metro consiguió crecer y consolidarse como principal medio de transporte en Samara, a diferencia de otros metros, como el de Nizhny Novgorod o Ereván durante los años 1990. La construcción de la tercera fase, en un principio destinada a comenzar entre 1990 y 1991, fue extremadamente lenta debido a constantes interrupciones. La primera estación fue abierta al público en diciembre de 2002 y la segunda cinco años después, a finales de 2007.
Cronología
| Tramo                    | Inauguración            | Longitud (km) |
| ------------------------ | ----------------------- | ------------- |
| Yungorodok—Pobeda        | 26 de diciembre de 1987 | 4.5 km        |
| Pobeda—Sovetskaya        | 31 de diciembre de 1992 | 1.6 km        |
| Sovetskaya—Sportivnaya   | 25 de marzo de 1993     | 1.4 km        |
| Sportivnaya—Gagarinskaya | 30 de diciembre de 1993 | 1.5 km        |
| Gagarinskaya—Moskovskaya | 12 de diciembre de 2002 | 1.3 km        |
| Moskovskaya—Rossiyskaya  | 26 de diciembre de 2007 | 1.1 km        |
| Rossiyskaya—Alabinskaya  | 26 de diciembre de 2014 | 1.3 km        |
| Total:                   | 10 estaciones           | 12,7 km       |

## Precios y accesos
Desde el 1 de enero de 2010 la tarifa es de 15 rublos por viaje o por pieza de equipaje. El pago se realiza con fichas de plástico que se compran en la taquilla.
Desde junio de 2008 también se utilizaba un sistema electrónico de viaje o tarjetas de transporte, mediante el sistema de formas de pago ruso Zolotaya Korona. Hay tres tipos de tarjetas para las personas (que se muestra en la foto abajo), para estudiantes y para no estudiantes. El precio del billete para los ciudadanos es de 12 rublos y para alumnos es de 7 rublos. En octubre de 2008 la ciudad contaba con más de 8.000 propietarios de estas tarjetas.

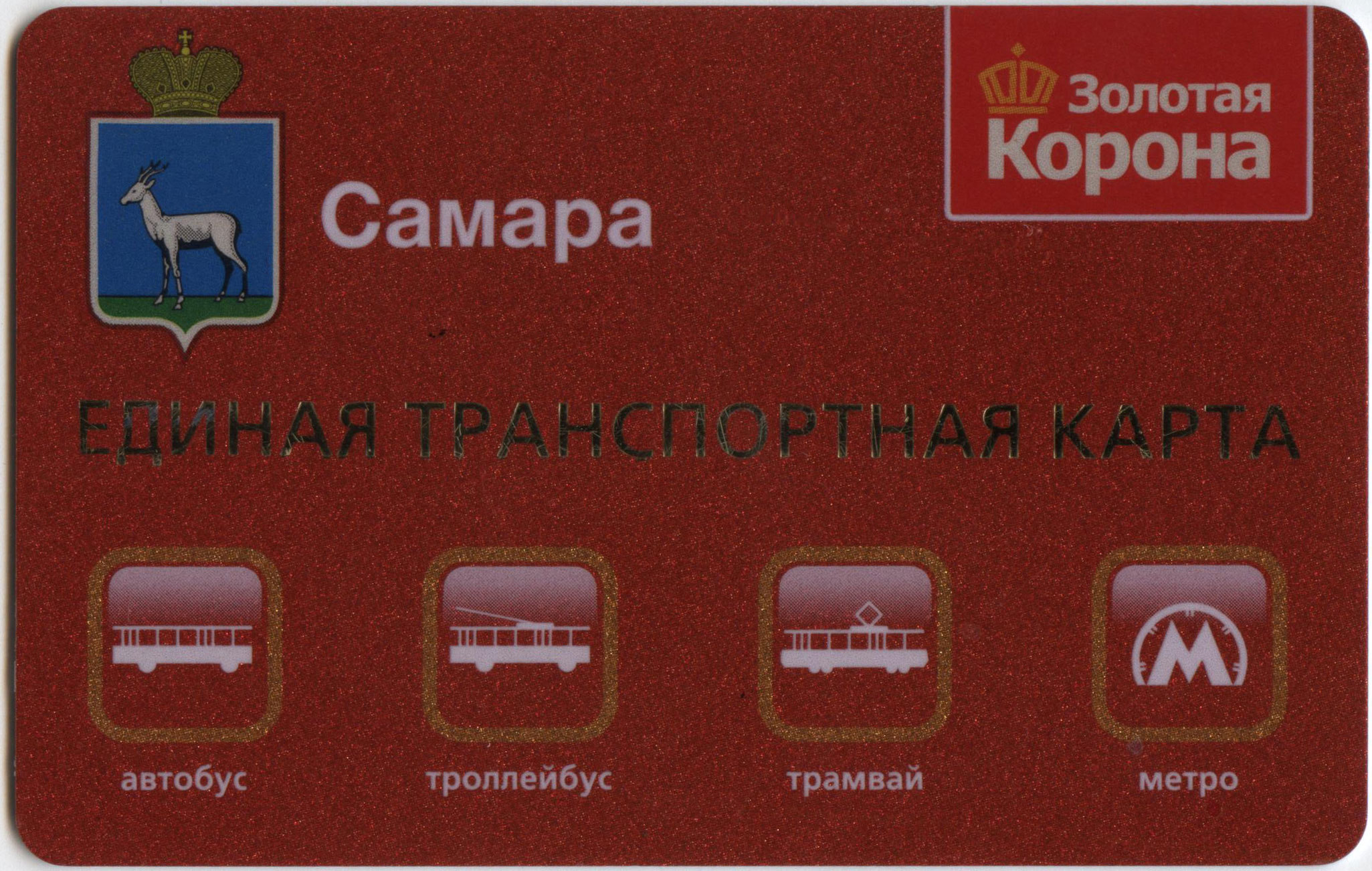
Tarjeta del metro de Samara.
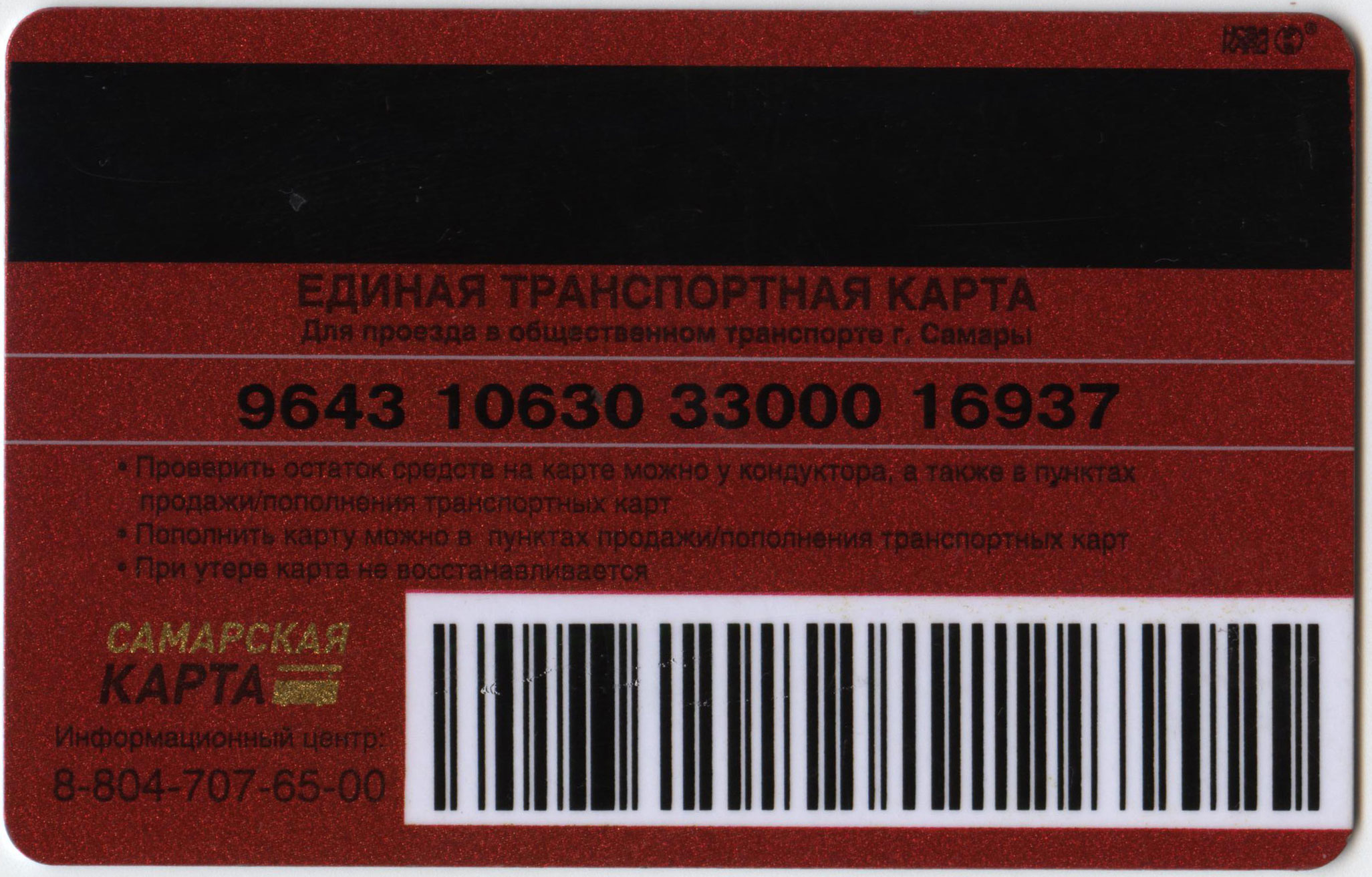
Reverso de la tarjeta del metro de Samara.
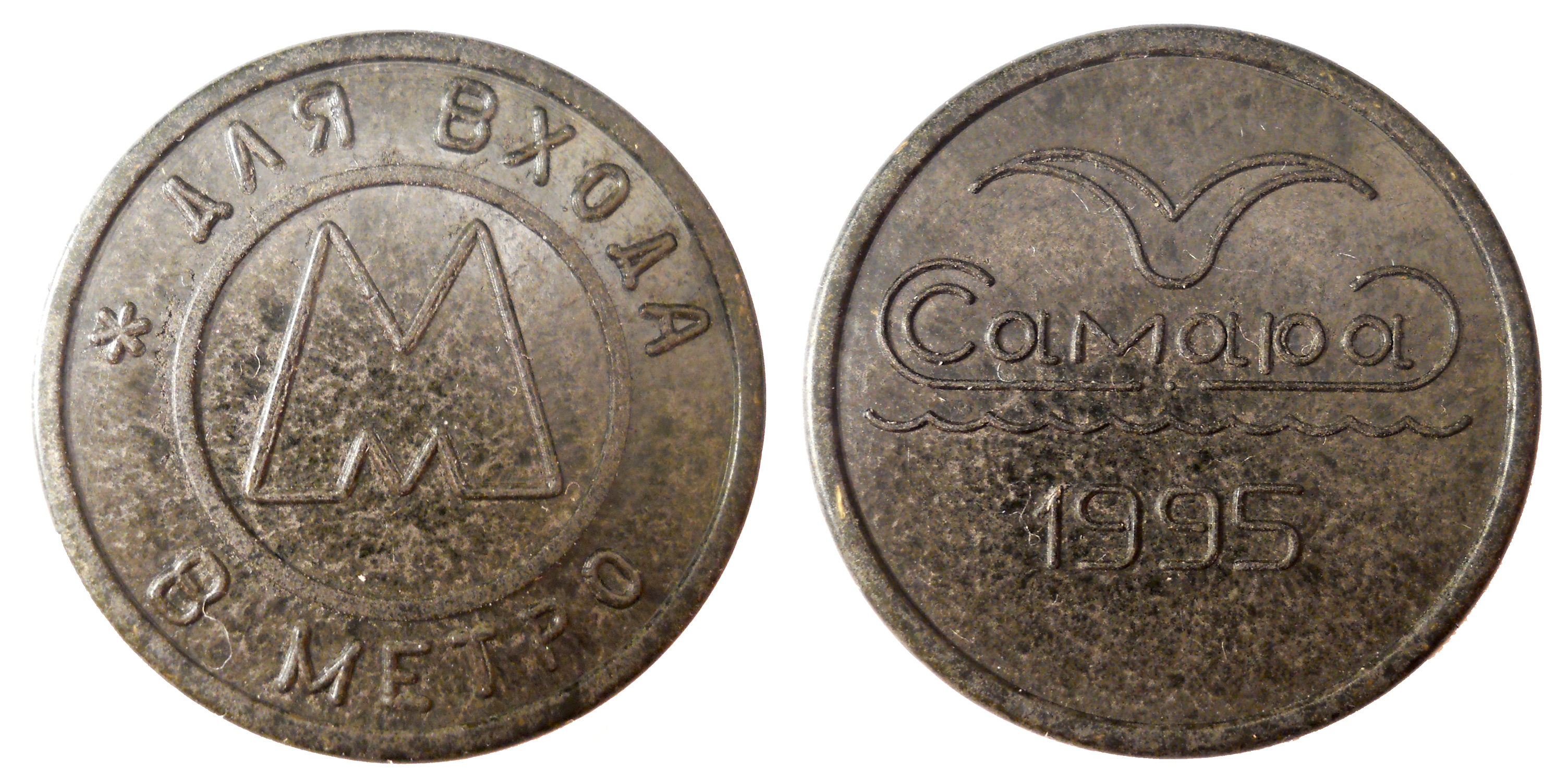
Jetton o monedas del metro de Samara.